# Matriz de Gram
En álgebra lineal, la matriz de Gram de un conjunto de vectores {\displaystyle v_{1},\dots ,v_{n}} en un espacio prehilbertiano, es la matriz que define el producto escalar, cuyas entradas vienen dadas por {\displaystyle G_{ij}=\langle v_{i},v_{j}\rangle }. Debe su nombre al matemático danés Jørgen Pedersen Gram.

## Propiedades
Una matriz de Gram, G, es una matriz cuadrada que cumple las siguientes propiedades:
- Es hermítica o hermitiana, según lo que postula Charles Hermite

{\displaystyle g_{ij}=g_{ji}^{*}}
En caso de que los vectores sean reales, la matriz de Gram es simétrica.
{\displaystyle g_{ij}=g_{ji}}
- Es una matriz semidefinida positiva, y todas las matrices semidefinidas positivas son la matriz de Gram de algún conjunto de vectores. Dicho conjunto de vectores generalmente no es único: la matriz de Gram de cualquier base ortonormal es una matriz identidad. La analogía de dimensión infinita de este teorema es el Teorema de Mercer.
- Los determinantes de los menores principales son todos positivos. Es decir:

{\displaystyle |G_{i}|>0\quad i=1,\dots ,n;{\text{ siendo }}G_{i}={\begin{pmatrix}g_{11}&\cdots &g_{1i}\\\vdots &\ddots &\vdots \\g_{i1}&\cdots &g_{ii}\\\end{pmatrix}}}

## Aplicaciones
Una de las aplicaciones más importantes de dicha matriz es la comprobación de la independencia lineal: un conjunto de vectores será linealmente independiente si y sólo si el determinante de Gram no es nulo.

## Determinante de Gram
El determinante de Gram o gramiano {\displaystyle \scriptstyle G(x_{1},\dots ,x_{n})} de n-vectores es el determinante de la matriz formada por los n2 productos escalares formados con esos vectores:

{\displaystyle G(x_{1},\dots ,x_{n})={\begin{vmatrix}\langle x_{1},x_{1}\rangle &\langle x_{1},x_{2}\rangle &\dots &\langle x_{1},x_{n}\rangle \\\langle x_{2},x_{1}\rangle &\langle x_{2},x_{2}\rangle &\dots &\langle x_{2},x_{n}\rangle \\\vdots &\vdots &&\vdots \\\langle x_{n},x_{1}\rangle &\langle x_{n},x_{2}\rangle &\dots &\langle x_{n},x_{n}\rangle \end{vmatrix}}}

Numéricamente, el determinante de Gram coincide con el volumen al cuadrado del paralelepípedo formado por los vectores. En particular, los vectores son linealmente independientes si y sólo si el determinante de Gram no es nulo (es decir, si la matriz de Gram es invertible).

## Ejemplos
Normalmente, los vectores son elementos de un espacio euclídeo, o funciones de un espacio {\displaystyle L^{2}}, tales como funciones continuas en un intervalo cerrado {\displaystyle [a,b]} (que es un subespacio de {\displaystyle L^{2}([a,b])}).
Dada una función de variable real {\displaystyle \{l_{i}(\cdot ),\,i=1,\dots ,n\}} definida en el intervalo {\displaystyle [t_{0},t_{f}]}, la matriz de Gram {\displaystyle G=[G_{ij}]}, se define como el producto escalar estándar de funciones: {\displaystyle G_{ij}=\int _{t_{0}}^{t_{f}}l_{i}(\tau )l_{j}(\tau )\,d\tau }.
Dada una matriz A, la matriz {\displaystyle A^{\mathrm {T} }A} es la matriz de Gram de las columnas de A, mientras que la matriz {\displaystyle AA^{\mathrm {T} }} es la matriz de Gram de las filas de A.
Para una forma bilineal B definida en un espacio vectorial de dimensión finita, se define la matriz de Gram G asociada a un conjunto de vectores {\displaystyle v_{1},\dots ,v_{n}}, como {\displaystyle G_{i,j}=B(v_{i},v_{j})\,}. Dicha matriz sería simétrica si la forma bilineal B lo fuera.